# Baviera-Ingolstadt
Baviera-Ingolstadt (en alemán: Bayern-Ingolstadt o Oberbayern-Ingolstadt) fue un ducado que fue parte del Sacro Imperio Romano Germánico entre 1392 y 1447.

## Historia
Tras la muerte de Esteban II en 1375, sus hijos Esteban III, Federico y Juan II gobernaron conjuntamente Baviera-Landshut. Después de diecisiete años, los hermanos decidieron dividir formalmente su herencia. Juan recibió Baviera-Múnich, Esteban recibió Baviera-Ingolstadt, mientras que Federico conservó el resto de Baviera-Landshut.
Tras la muerte de Esteban en 1413, Luis VII asumió el trono de su padre. En 1429 partes de Baviera-Straubing fueron unidas a Baviera-Ingolstadt. Luis reinó hasta que su hijo, Luis VIII, usurpó su trono en 1443 y lo entregó a su enemigo, Enrique XVI, duque de Baviera-Landshut. Luis VIII murió dos años más tarde. Luis VII murió en cautividad. Sin herederos, Baviera-Ingolstadt fue devuelto a Baviera-Landshut.

## Geografía
Baviera-Ingolstadt fue remendada conjuntamente con diversos territorios no contiguos de Baviera. La capital era Ingolstadt e incluía los territorios de su alrededor: Schrobenhausen, Aichach, Friedberg, Rain am Lech y Höchstädt an der Donau. Además, Baviera-Ingolstadt incorporaba las siguientes poblaciones:
Baviera Meridional
- Wasserburg am Inn
- Ebersberg
- Kufstein
- Kitzbühel
- Rattenberg

Baviera Oriental
- Schärding
- Dingolfing
- Mallersdorf and Pfaffenberg

Baviera Septentrional
- Hilpoltstein
- Hersbruck
- Lauf an der Pegnitz
- Weiden in der Oberpfalz
- Waldmünchen

- Datos: Q571775